# Gisela Trommsdorff
Gisela Trommsdorff (* 24. Dezember 1941 in Münster) ist eine deutsche Psychologin und Soziologin und emeritierte Professorin an der Universität Konstanz. Sie ist zugleich Forschungsprofessorin am Deutschen Institut für Wirtschaftsforschung (DIW) für das Sozio-ökonomische Panel (SOEP), Berlin.

## Werdegang
Gisela Trommsdorff wurde als Tochter des Geophysikers Fro Trommsdorff und seiner Ehefrau Irmgard geborene Eckert 1941 geboren und studierte ab 1963 an den Universitäten Göttingen, FU Berlin, Chapel Hill (University of North Carolina) (Fulbrightstipendium), Köln und Mannheim. Sie war 1967 als Forschungsassistentin an der New School of Social Research. Sie wurde 1972 an der Universität Mannheim zum Doktor der Philosophie promoviert und habilitierte sich dort 1975. Von 1978 bis 1987 war sie Professorin für Soziologie und Sozialpsychologie am Institut für Erziehungswissenschaft der RWTH Aachen. Ab 1987 hatte sie den Lehrstuhl für Entwicklungspsychologie und Kulturvergleich an der Universität Konstanz inne. Gegenwärtig ist sie Leiterin der Arbeitsgruppe Entwicklungspsychologie und Kulturvergleich an der Universität Konstanz.
Sie ist Mitglied zahlreicher wissenschaftlicher Beratungsgremien, z. B. gegenwärtig als Co-Direktorin des Forschungskollegs Humanwissenschaften der Universität Frankfurt; als Stellvertretende Vorsitzende des Beirates für das Deutsche Institut für Japanstudien Tokyo; des internationalen Advisory Committee bei der Chung Yuan Christian University, Taiwan; des wissenschaftlichen Forschungsbeirates der PH Thurgau, Schweiz. Von 1989 bis 2006 war sie Vizepräsidentin und seit 2006 ist sie Präsidentin der Deutsch-Japanischen Gesellschaft für Sozialwissenschaften.
Sie ist Mitherausgeberin bzw. Beiratsmitglied von zahlreichen wissenschaftlichen Zeitschriften (u. a. Kölner Zeitschrift für Soziologie und Sozialpsychologie; Journal of Cross-Cultural Psychology; Asian Journal of Social Psychology; Child Studies in Diverse Contexts). Sie war Mitglied zahlreicher Auswahl- und Evaluierungskommissionen (u. a. Alexander von Humboldt-Stiftung; Volkswagen-Stiftung; Max Planck Evaluierungskommission „Minerva Center for Youth Studies“, Haifa; The Netherlands Organisation for Scientific Research; „Zukunft Schweiz“ beim Schweizer Nationalfond; Kommission zur Erforschung des sozialen und politischen Wandels in den neuen Bundesländern, KSPW; Gesellschaft Sozialwissenschaftlicher Infrastruktureinrichtungen, GESIS).

## Forschung und Lehre
Bis 1985 veröffentlichte sie in internationalen Zeitschriften vor allem Aufsätze über Gruppeneinflüsse, Zukunftsorientierung, Werte, Erziehungsziele und Kulturvergleich. Ihr Interesse gilt einer Psychologie, die den Menschen in seinem Entwicklungsverlauf und in seinem sozio-kulturellen Kontext im Blick hat. Ihr Forschungsgebiet ist die sozio-emotionale und prosoziale Entwicklung von Kindern in verschiedenen Kulturen; die Beziehungen zwischen mehreren Generationen; die Sozialisation von Werten sowie sozialer Wandel in verschiedenen Kulturen. Dabei verbindet Trommsdorff Ansätze aus der Entwicklungs-, Sozial- und kulturvergleichenden Psychologie.
Sie hat dazu zahlreiche Forschungsaufenthalte im Ausland, besonders in ost- und südostasiatischen Ländern durchgeführt, u. a. mit Gastprofessuren am Institut für Statistische Mathematik und der Keio-Universität (Tokio), der Kansei Universität in Osaka und der Universität in Nagoya, teilweise auf Einladung der Japan Society for the Promotion of Science.

## Ehrungen
Im Jahr 1985 war sie für drei Monate Research Fellow der Japan Society for the Promotion of Science. Sie ist Mitglied der Akademie gemeinnütziger Wissenschaften zu Erfurt; sie wurde zur Forschungsprofessorin am DIW Berlin ernannt, und sie ist Träger des Verdienstkreuzes 1. Klasse der Bundesrepublik Deutschland.

## Schriften (Auswahl)

### Monographien
- Gruppeneinflüsse auf Zukunfstsbeurteilungen. 1978.
- Erziehung für die Zukunft. 1978.

### Zeitschriftenartikel
- Erziehungsziele. In: Jahrbuch für empirische Erziehungswissenschaft. 1984.
- mit T. Heikamp, G. Alessandri, M. Laguna, V. Petrovic und M. Caprara: Cross-cultural validation of the Positivity Scale in five European countries. In: Personality and Individual Differences. Band 71, 2014, S. 140–145. doi:10.1016/j.paid.2014.07.012
- mit T. Heikamp, M. D. Druey, R. Hübner und A. v. Suchodoletz: Kindergarten children’s attachment security, inhibitory control, and the internalization of rules of conduct. In: Frontiers in Psychology. 4. 2013. doi:10.3389/fpsyg.2013.00133
- mit M. Weis und T. Heikamp: Gender differences in school achievement: The role of self-regulation. In: Frontiers in Psychology. 2013. doi:10.3389/fpsyg.2013.00442
- mit J. Ziehm, T. Heikamp und S. Y. Park: German and Korean mothers' sensitivity and related parenting beliefs. In: Frontiers in Psychology. Band 4, 2013, S. 561. doi:10.3389/fpsyg.2013.00561.
- mit S.-Y. Park und E. G. Lee: Korean mothers' intuitive theories regarding emotion socialization of their children. In: International Journal of Human Ecology. Band 13, 2012, S. 39–56.
- Development of agentic regulation in cultural context: The role of self and world views. In: Child Development Perspectives. Band 6, 2012, S. 19–26.
- mit P. M. Cole und T. Heikamp: Cultural variations in mothers’ intuitive theories: A preliminary report on interviewing mothers of five nations about their socialization of children’s emotions. In: Global Studies of Childhood. Band 2, 2012, S. 158–169.
- mit M. Friedlmeier: Are mother-child similarities in value orientations related to mothers’ parenting? A comparative study of American and Romanian families with adolescents. In: The European Journal of Developmental Psychology. Band 8, 2011, S. 661–668.
- mit B. Mayer: Adolescents’ value of children and their intentions to have children: A cross-cultural and multilevel analysis. In: Journal of Cross-Cultural Psychology. Band 41, 2010, S. 671–689.
- Culture and development of self-regulation. In: Personality and Social Psychology Compass. Band 3, 2009, S. 687–701.
- Development of agentic regulation in cultural context: The role of self and world views. In: Child Development Perspectives. Band 6, 2012, S. 19–26.
- mit  W. Friedlmeier: Preschool girls’ distress and mothers’ sensitivity in Japan and Germany. In: European Journal of Developmental Psychology. Band 7, 2010, S. 350–370.
- mit W. Friedlmeier und B. Mayer: Sympathy, distress, and prosocial behavior of preschool children in four cultures. In: International Journal of Behavioural Development. Band 31, Nr. 3, 2007, S. 284–293.

### Buchbeiträge
- Cultural roots of values, morals, and religious orientations in adolescent development. In: L. A. Jensen (Hrsg.): The Oxford Handbook of Human Development and Culture: an Interdisciplinary perspective. Oxford Library of Psychology, Oxford 2015, S. 377–395.
- Förderwege interdisziplinärer humanwissenschaftlicher Forschung. In: G. Trommsdorff, W.  R. Assmann (Hrsg.): Forschung fördern. Am Beispiel von Lebensqualität im Kulturkontext. UVK Verlag, Konstanz 2015, S. 1–11.
- Individuelle und kulturelle Unterschiede in Lebensqualität, Zufriedenheit und Glück. In: G. Trommsdorff, W.  R. Assmann (Hrsg.): Forschung fördern. Am Beispiel von Lebensqualität im Kulturkontext. UVK Verlag, Konstanz 2015, S. 125–148.
- Cultural roots of values, morals, and religious orientations in adolescent development. In: L. A. Jensen (Hrsg.): The Oxford Handbook of human development and culture: An interdisciplinary perspective. (Online publication) 2014.
- mit T. Heikamp: Socialization of emotions and emotion regulation in cultural context. In: S. Barnow, N. Balkir (Hrsg.): Cultural variations in psychopathology: From practice to research. Hogrefe, 2013, S. 67–92.
- Cross-cultural perspectives on adolescents’ religiosity and family orientation. In: G. Trommsdorff, X. Chen (Hrsg.): Values, religion, and culture in adolescent development. Cambridge University Press, New York 2012, S. 341–369.
- Cultural perspectives on values and religion in adolescent development: A conceptual overview and synthesis. In: G. Trommsdorff, X. Chen (Hrsg.): Values, religion, and culture in adolescent development. Cambridge University Press, New York 2012, S. 3–45.
- mit F. Rothbaum: Do roots and wings complement or oppose one another? The socialization of relatedness and autonomy in cultural context. In: J. E. Grusec, P. Hastings (Hrsg.): The handbook of socialization. The Guilford Press, New York 2007, S. 461–489.
- mit H.-J. Kornadt: Parent-child relations in cross-cultural perspective. In: L. Kuczynski (Hrsg.): Handbook of dynamics in parent-child relations. Sage, London 2003, S. 271–306.
- mit F. Rothbaum: Development of emotion regulation in cultural context. In: M. Vandekerckhove, C. v. Scheve, S. Ismer, S. Jung, S. Kronast (Hrsg.): Regulating emotions: Culture, social necessity, and biological inheritance. Blackwell, Malden, MA 2008, S. 85–120.

### Herausgeberwerke
- mit W. R. Assmann: Forschung fördern. Am Beispiel von Lebensqualität im Kulturkontext. UVK Verlag, Konstanz 2015.
- mit G. Endruweit und N. Burzan: Wörterbuch der Soziologie. UVK, Konstanz 2014.
- mit X.-Y. Chen: Values, religion, and culture in adolescent development. Cambridge University Press, New York 2012.
- mit H.-J. Kornadt: Enzyklopädie der Psychologie: Themenbereich C Theorie und Forschung, Serie VII Kulturvergleichende Psychologie. Band 1: Theorien und Methoden in der kulturvergleichenden und kulturpsychologischen Forschung. Hogrefe, Göttingen 2007.
- mit H.-J. Kornadt: Enzyklopädie der Psychologie: Themenbereich C Theorie und Forschung, Serie VII Kulturvergleichende Psychologie. Band 2: Erleben und Handeln im kulturellen Kontext. Hogrefe, Göttingen 2007.
- mit H.-J. Kornadt: Enzyklopädie der Psychologie: Themenbereich C Theorie und Forschung, Serie VII Kulturvergleichende Psychologie. Band 3: Anwendungsfelder der kulturvergleichenden Psychologie. Hogrefe, Göttingen 2007.
- mit B. Nauck: The value of children in cross-cultural perspective. Case studies from eight societies. Pabst Science, Lengerich 2005.
- mit G. Endruweit: Wörterbuch der Soziologie. 2. Auflage. Lucius & Lucius, Stuttgart 2002.